# Миннесота Тимбервулвз
«Миннесо́та Ти́мбервулвз» (англ. Minnesota Timberwolves) — профессиональный баскетбольный клуб из Миннеаполиса (штат Миннесота, США), выступающий в Национальной баскетбольной ассоциации. Основан в 1989 году.

## История клуба

### Создание команды
Баскетбол НБА вновь появился в городах-близнецах Миннеаполисе и Сент-Поле в 1989 году, после того, как в 1960 году команда «Миннеаполис Лейкерс» перебрались в Лос-Анджелес и стали знаменитыми «Лос-Анджелес Лейкерс». НБА согласовала присоединение нового клуба 22 апреля 1987 года вместе с тремя другими (ими стали «Орландо Мэджик», «Шарлотт Хорнетс» и «Майами Хит»). Первые владельцы клуба, Харви Ратнер и Марв Волфенсон заявили команду в сезон 1989-90. На тот момент существовало две местные баскетбольные франшизы, выступавшие в АБА — «Миннесота Маскиз» (1967-68) и «Миннесота Пайперс» (1968-69). Название для новой команды было выбрано в результате голосования, которое проходило в декабре 1986 года. В результате конкурса в финале было представлено два названия, собственно «Тимбервулвз» и «Поларс». За название голосовали местные муниципалитеты, а название «Тимбервулвз» победило. Официальное название «Миннесота Тимбервулвз» клуб получил 23 января 1987 года. Так штат считается самым большим по популяции волков среди остальных штатов США.

### 1989—1995: Начало
Клуб дебютировал в НБА 3 ноября 1989 года, проиграв в гостевом стартовом матче «Сиэтл Суперсоникс» со счётом 106-94. Через пять дней команда на домашней арене Хьюберт Хамфри Метродом принимала «Чикаго Буллз» и вновь проиграла — 96-84. Еще через два дня «волки» одержали первую победу — 10 ноября на домашней площадке была повержена «Филадельфия Сиксерс» — 125—118. Лидером команды был защитник Тони Кэмпбэлл со средней результативностью 22,3 очка за игру. Команда завершила сезон на шестом месте в Средне-Западном дивизионе Западной конференции с результатом 22 победы и 60 поражений за сезон. В Метродоме за сезон собралось рекордное количество фанатов — 1 миллион. 17 апреля 1990 года в матче против «Денвер Наггетс» был зафиксирован рекорд для данной арены — 49551 человек, что стало третьим в истории НБА результатом по посещаемости. В последнем матче сезона «Тимбервулвз» уступили со счётом 99-88.

### 1995—2007: Эра Гарнетта

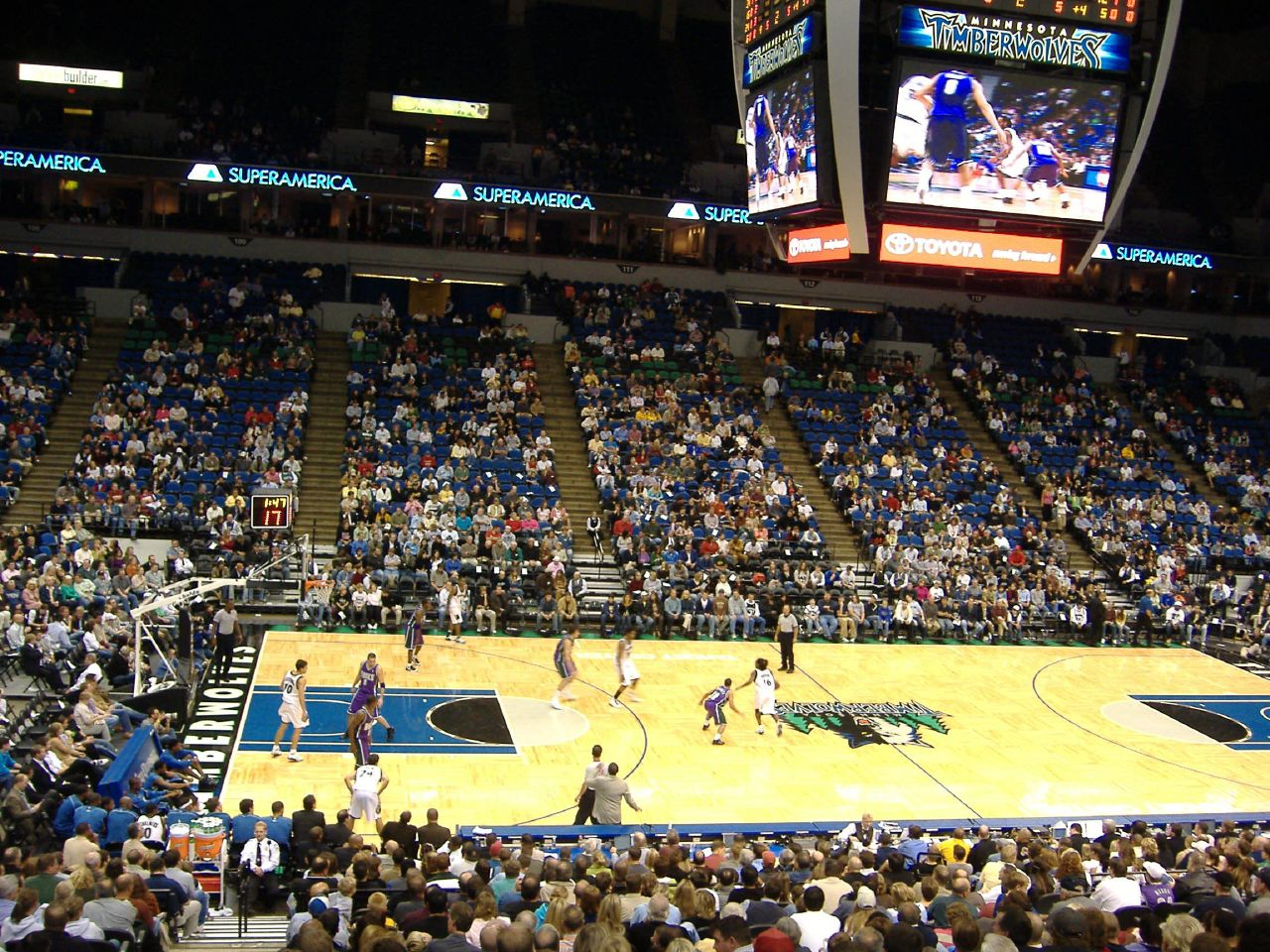
Игра Тимбервулвз в 2005 году, в центре площадки видна предыдущая эмблема команды

### 2007—2010: После ухода Гарнетта
31 июля 2007 года «Миннесота Тимбервулвз» достигла соглашение об обмене Кевина Гарнетта в «Бостон Селтикс» на Эла Джефферсона, Тео Рэтлиффа, Джеральда Грина, Себастьяна Телфеира, Райана Гомеса, два выбора в первом раунде и денежную компенсацию. Этот обмен стал самым большим в истории НБА. Никогда ранее не предлагалось так много игроков и выборов на драфте за одного игрока. После перехода Гарнетт вместе с Бостоном дошёл до финала НБА, где в 6 играх обыграли клуб из Лос-Анджелеса.
Этим же летом «Тимбервулвз» обменяли Майка Джеймса и Джастина Рида в «Хьюстон Рокетс» на Джувана Ховарда. Однако уже в октябре Миннесота отказалась от него и выкупила его контракт стоимостью 14,25 млн долларов за 10 млн. Команда также обменяла Рики Дэвиса и Марка Блонта в «Майами Хит» на Антуана Уокера, Уэйна Симиена, Майкла Долеака и право выбора в первом раунде 2008 года.
На драфте НБА 2007 года «Тимбервулвз» выбрали Кори Брюера и Криса Ричарда, которые выступали за двукратного чемпиона NCAA «Флорида Гейторс».
Миннесота начала подготовку к сезону сыграв две игры в Лондоне и Стамбуле, которые были частью NBA Europe Live 2007. 10 октября Волки проиграли новой команде Гарнетта «Бостон Селтикс» со счётом 92:81. Сезон клуб начал неудачно, проиграв первые 5 игр. Первой победой в этом сезоне стала домашняя игра против «Сакраменто Кингз». Самая молодая команда в НБА начинала учиться играть без её многолетнего лидера Гарнетта. Из-за травмы первую половину сезона также был вынужден пропустить Рэнди Фой. Вместо него в стартовой пятёрке выходили два других разыгрывающих защитника: Себастьян Телфеир и Марко Джарич. Сезон «Тимбервулвз» закончили с результатом 22-60. Несмотря на неудачный результат, в играх против лидеров чемпионата команда показала хорошую игру и была часто очень близка к победе. Тренер «Тимбервулвз» назвал эту сделку: «сделка, от которой мы не могли отказаться».
В 2008 году клуб отпраздновал свой 20-летний юбилей. В связи с этим событием клуб обновил свою эмблему и форму. Впервые в новой форму игроки вышли на предсезонной игре против «Чикаго Буллз» в «Юнайтед-центре» 14 октября 2008 года. Клуб также перекрасил площадку в «Таргет-центре», вернувшись к традиционной раскраске паркета.

### 2010—2014: эпоха Кевина Лава

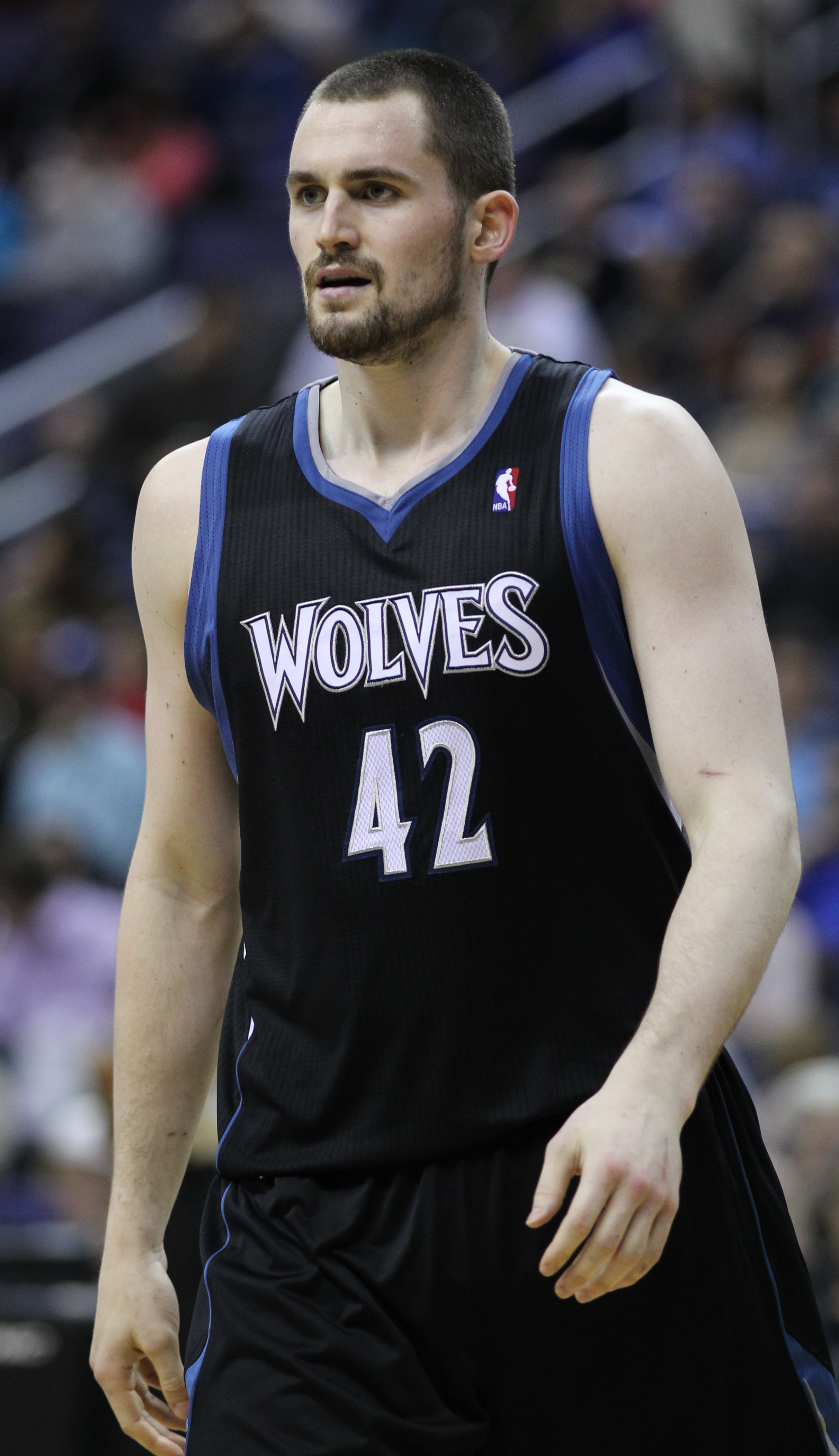
Кевин Лав стал пятым игроком в истории «Тимбервулвз», приглашённым для участия в матче всех звёзд НБА.

12 июля 2010 года Миннесота выменяла у «Майами Хит» форварда Майкла Бизли за второй выбор на драфте 2008 года. 12 ноября 2010 года Кевин Лав в местной игре, которую не показывали по телевидению, смог сделать 31 подбор и набрать 31 очко, тем самым установив рекорд клуба.
За свои успехи Лав был включён в состав команды Запада для участия в матче всех звёзд НБА. 8 февраля 2011 года Лав сумел превзойти достижения Кевина Гарнетта в 37 дабл-даблов подряд. А уже 8 марта 2011 года Лав сделал дабл-дабл уже 52 игру подряд, побив рекорд Мозеса Мэлоуна по количеству подряд сделанных дабл-даблов с момента объединения АБА и НБА.
21 февраля 2011 года Кори Брюер и Коста Куфос были обменяны в «Нью-Йорк Никс» и «Денвер Наггетс» на Энтони Рэндольфа и Эдди Карри (+3 млн долларов от «Нью-Йорка» и второй выбор на драфте НБА 2015 года от «Денвера») как часть большой сделки в которой Кармело Энтони перешёл из «Денвера» в «Никс».
В сезоне 2010/11 «Тимбервулвз» смогли одержать всего лишь 17 побед при 65 поражениях, завершив чемпионат на последнем месте в Западной конференции второй год подряд.
На драфте НБА 2011 года клуб выбрал Дэррика Уильямса из университета Аризоны под вторым номером.
Перед началом сезона 2012/13 в команду пришли два российских игрока из московского ЦСКА: Андрей Кириленко (ранее выступал в НБА за «Юту Джаз») и Алексей Швед. Также к команде присоединились Чейз Бадингер и Лу Амундсон.
Сезон 2012/13 «Тимбервулвз» начали достаточно удачно, даже несмотря на то, что в первых нескольких играх игроков преследовали травмы, так за игрой с трибун был вынужден наблюдать ключевой игрок Кевин Лав (появился лишь в 10-й игре против «Денвера»), не принял участие разыгрывающий Рики Рубио, пропускали матчи Никола Пекович и Джей-Джей Бареа. В январе 2013 года команду вновь начали преследовать травмы, до конца марта выбыл Кевин Лав,, остаток сезона пропускал Малкольм Ли. Травмировались Бадингер, Рой, пропускали матчи Алексей Швед и Никола Пекович.

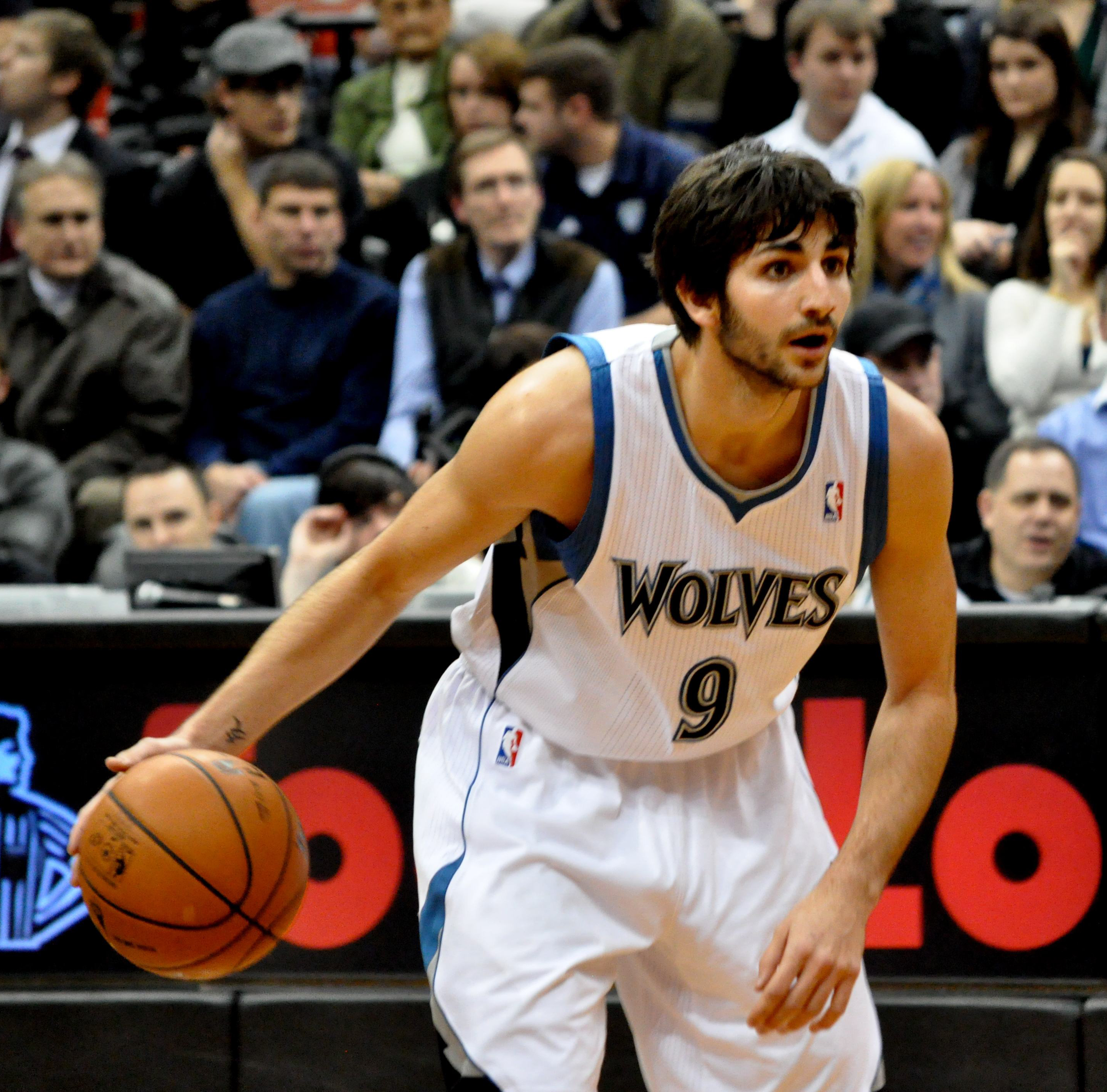
Испанский защитник Рики Рубио в возрасте 18 лет был выбран под 5-м номером на драфте 2009 года

В итоге к концу января соотношение побед и поражений составляло 17-20, а команда стремительно отдалялась от зоны плей-офф.
Для решения проблем «Тимбервулвз» подписали десятидневный контракт с французским форвардом Микаэлем Желабалем, на замену Пековичу был приглашён центровой Крис Джонсон.
Кроме того, из-за болезни жены большую часть января отсутствовал на тренерском мостике Рик Адельман.
Неплохие матчи чередовались с провалами, только к концу сезона восстановился Чейз Бадингер, но его усилий и усилий Рики Рубио, который стал лидером команды, не хватило для попадания в плей-офф. Одним из немногих радостных моментов стала 1000-я победа Рика Адельмана в качестве тренера. Также «Миннесоте» впервые с 2004 года удалось обыграть «Сан-Антонио Спёрс», а Рики Рубио набрал в этом матче трипл-дабл. Однако из-за травм в игре не принимали участие лидеры — Тони Паркер и Тим Данкан. В целом, сезон можно было признать удачным — команда при катастрофической серии травм впервые после ухода Гарнетта одержала более 30 побед в сезоне при соотношении побед и поражений 31-51.
На драфте НБА 2013 года команда в первом раунде выбрала Шабазза Мухаммада и Горги Дьенга. В межсезонье команду покинул ряд игроков, в том числе Андрей Кириленко (перешёл в «Бруклин Нетс»), Грег Стимсма («Нью-Орлеан Пеликанс»), Деррик Уильямс («Сакраменто Кингз») и Люк Риднур («Милуоки Бакс»). Вместо них к команде присоединились Кевин Мартин (пришёл из «Оклахома-Сити Тандер»), Эй Джей Прайс («Вашингтон Уизардс»), Кори Брюэр («Денвер Наггетс»), Люк Мба а Муте («Сакраменто Кингз») и Ронни Тюриаф («Лос-Анджелес Клипперс»).
29 марта 2014 года «Тимбервулвз» установили рекорд клуба по количеству набранных очков в регулярном чемпионате, победив «Лос-Анджелес Лейкерс» со счётом 143—107. Победа над «Лейкерс» в сезоне стала первой победой над «Лейкерс» после сезона 2005-06. Команда одержала 40 побед в сезоне впервые с 2005 года, однако десятый год подряд пропускала серию плей-офф. 21 апреля 2014 года Рик Адельман объявил о завершении карьеры тренера в НБА. За три сезона с командой Адельман добился 97 побед при 133 поражениях. Команду возглавил уже тренировавший «волков» с 1995 по 2005 Флип Сондерс.

### 2014: новая перестройка и приход Таунса
23 августа 2014 года команда продала Кевина Лава, который отказывался продлевать контракт с «волками», в «Кливленд Кавальерс». Из «Кавальерс» в команду пришли два первых выбора драфта Эндрю Уиггинс и Энтони Беннетт. Кроме того, к сделке был добавлен переход Таддеуса Янга. В свою очередь «Филадельфия» получила Шведа, Люка Мба а Муте и право выбора в первом раунде на драфте 2015 года от «Майами Хит».
31 октября 2014 года Рики Рубио подписал четырёхлетний контракт на сумму 56 млн $, а 8 ноября 2014 года игрок выбыл на неопределенный срок из-за травмы, полученной в матче против «Орландо». В итоге сезон 2014/15 годов команда начала практически в отсутствие лидеров.
12 ноября команда провела один из домашних матчей против «Хьюстон Рокетс» на Арене Нью-Мехико.
К началу января 2015 года «Миннесота» потерпела 15 поражений подряд.

#### Прибытие Тома Тибодо
20 апреля 2016 года «Тимбервулвз» договорились о приглашении Тома Тибодо на должность главного тренера и президента по баскетбольным операциям. Ранее он уже работал с командой в должности помощника главного тренера (1989—1991). 23 сентября 2016 года заявление о завершении карьеры сделал Кевин Гарнетт, для которого сезон стал 21-м в НБА. Он выразил желание еще один сезон провести в команде, однако травмы колена не позволяли рассчитывать на него в течение полного сезона. «Тимбервулвз» закончили сезон с разницей побед и поражений 31-51, одержав лишь на две победы больше, чем в предыдущем сезоне.
22 июня 2017 года клуб получил Джимми Батлера и 16-й пик драфта 2017 года, в обмен были отданы Зак Лавин, Крис Данн и 7-й пик на драфте (под которым был выбран Лаури Маркканен).

## Домашняя арена
Список домашних арен «Тимбервулвз»
- Hubert H. Humphrey Metrodome (1989—1990)
- Таргет-центр (1990 — наст. время)

## Освещение в СМИ
Игры «Миннесоты Тимбервулвз» демонстрируются на каналах WFTC My 29 и Fox Sports North. Комментируют игры Том Хэннеман и Джим Петерсен.

## Статистика сезонов
В = Выигрыши, П = Проигрыши, П% = Процент выигранных матчей
| Сезоны  | Конференция | Дивизион                 | Регулярный сезон | Регулярный сезон | Регулярный сезон | Регулярный сезон | Плей-офф |
| Сезоны  | Конференция | Дивизион                 | Место            | В                | П                | П%               | Плей-офф |
| ------- | ----------- | ------------------------ | ---------------- | ---------------- | ---------------- | ---------------- | -------- |
| 2006-07 | Западная    | Северо-Западный дивизион | 4                | 32               | 50               | .390             |          |
| 2007-08 | Западная    | Северо-Западный дивизион | 4                | 22               | 60               | .268             |          |
| 2008-09 | Западная    | Северо-Западный дивизион | 4                | 24               | 58               | .293             |          |
| 2009-10 | Западная    | Северо-Западный дивизион | 5                | 15               | 67               | .183             |          |
| 2010-11 | Западная    | Северо-Западный дивизион | 5                | 17               | 65               | .207             |          |
| 2011-12 | Западная    | Северо-Западный дивизион | 3                | 26               | 40               | .394             |          |

## Игроки

### Текущий состав
| \| Поз. \| № \| Гражд. \| Имя \| Рост \| Вес \| Откуда \| \| ---- \| -- \| ----------- \| ----------------------- \| ------ \| ------ \| -------------- \| \| З/Ф \| 00 \| ! \| Терренс Шэннон \| 198 см \| 98 кг \| Техас Тек \| \| З \| 0 \| ! \| Донте Дивинченцо \| 193 см \| 92 кг \| Вилланова \| \| Ф \| 3 \| ! \| Джейден Макдэниэлс \| 208 см \| 84 кг \| Вашингтон \| \| З \| 4 \| ! \| Роб Диллинхэм \| 185 см \| 79 кг \| Кентукки \| \| З \| 5 \| ! \| Энтони Эдвардс \| 193 см \| 102 кг \| Джорджия \| \| З/Ф \| 7 \| Австралия ! \| Джо Инглс \| 203 см \| 98 кг \| Австралия \| \| Ф \| 8 \| ! \| Джош Майнотт \| 203 см \| 93 кг \| Мемфис \| \| З \| 9 \| ! \| Никейл Александер-Уокер \| 196 см \| 93 кг \| Вирджиния Тек \| \| З \| 10 \| ! \| Майк Конли \| 183 см \| 79 кг \| Огайо Стэйт \| \| Ц \| 11 \| ! \| Наз Рид \| 206 см \| 120 кг \| ЛСЮ \| \| Ц \| 27 \| Франция ! \| Руди Гобер \| 216 см \| 117 кг \| Франция \| \| Ф \| 30 \| ! \| Джулиус Рэндл \| 203 см \| 113 кг \| Кентукки \| \| Ф \| 31 \| ! \| Кейта Бэйтс-Диоп \| 203 см \| 104 кг \| Огайо Стэйт \| \| Ф \| 33 \| Канада ! \| Леонард Миллер \| 208 см \| 95 кг \| Канада \| \| З/Ф \| 35 \| ! \| Пи Джей Дозьер \| 198 см \| 93 кг \| Южная Каролина \| \| Ф \| 97 \| ! \| Юджин Оморуи \| 198 см \| 107 кг \| Орегон \| | Главный тренер - Крис Финч Ассистенты тренера - Натан Бубес - Мозес Эхамбл - Кевин Хэнсон - Крис Хайнс - Макс Лефер - Джефф Ньютон - Мика Нори - Пабло Приджиони - Элстон Тëрнер - Корлисс Уильямсон Состав • Переходы Последнее изменение: 18 октября 2024 года |             |                         |        |        |                |
| Поз. | № | Гражд.      | Имя                     | Рост   | Вес    | Откуда         |
| З/Ф | 00 | !           | Терренс Шэннон          | 198 см | 98 кг  | Техас Тек      |
| З | 0 | !           | Донте Дивинченцо        | 193 см | 92 кг  | Вилланова      |
| Ф | 3 | !           | Джейден Макдэниэлс      | 208 см | 84 кг  | Вашингтон      |
| З | 4 | !           | Роб Диллинхэм           | 185 см | 79 кг  | Кентукки       |
| З | 5 | !           | Энтони Эдвардс          | 193 см | 102 кг | Джорджия       |
| З/Ф | 7 | Австралия ! | Джо Инглс               | 203 см | 98 кг  | Австралия      |
| Ф | 8 | !           | Джош Майнотт            | 203 см | 93 кг  | Мемфис         |
| З | 9 | !           | Никейл Александер-Уокер | 196 см | 93 кг  | Вирджиния Тек  |
| З | 10 | !           | Майк Конли              | 183 см | 79 кг  | Огайо Стэйт    |
| Ц | 11 | !           | Наз Рид                 | 206 см | 120 кг | ЛСЮ            |
| Ц | 27 | Франция !   | Руди Гобер              | 216 см | 117 кг | Франция        |
| Ф | 30 | !           | Джулиус Рэндл           | 203 см | 113 кг | Кентукки       |
| Ф | 31 | !           | Кейта Бэйтс-Диоп        | 203 см | 104 кг | Огайо Стэйт    |
| Ф | 33 | Канада !    | Леонард Миллер          | 208 см | 95 кг  | Канада         |
| З/Ф | 35 | !           | Пи Джей Дозьер          | 198 см | 93 кг  | Южная Каролина |
| Ф | 97 | !           | Юджин Оморуи            | 198 см | 107 кг | Орегон         |

## Изъятые из обращения номера
- 2 — Малик Сили, форвард (1999—2000)

## Главные тренеры

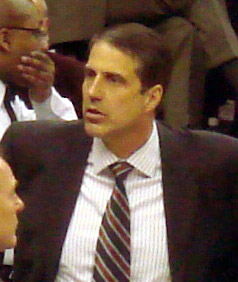
Рэнди Уиттман одержал всего 38 побед за 3 сезона с «Тимбервулвз».

| И  | Количество игр                                |
| В  | Побед                                         |
| П  | Поражений                                     |
| %В | Процент побед                                 |
| №  | №                                             |
| *  | Всю тренерскую карьеру провёл в «Тимбервулвз» |

| №  | Имя            | Период[b] | И     | В     | П     | %В    | И        | В        | П        | %В       | Достижения | Прим.  |
| №  | Имя            | Период[b] | Сезон | Сезон | Сезон | Сезон | Плей-офф | Плей-офф | Плей-офф | Плей-офф | Достижения | Прим.  |
| -- | -------------- | --------- | ----- | ----- | ----- | ----- | -------- | -------- | -------- | -------- | ---------- | ------ |
| 1  | Билл Масселман | 1989-1991 | 164   | 51    | 113   | .311  | —        | —        | —        | —        |            | [ 24 ] |
| 2  | Джимми Роджерс | 1991-1993 | 111   | 21    | 90    | .189  | —        | —        | —        | —        |            | [ 25 ] |
| 3  | Сидни Лав      | 1993-1994 | 135   | 33    | 102   | .244  | —        | —        | —        | —        |            | [ 26 ] |
| 4  | Билл Блэйр     | 1994-1995 | 102   | 27    | 75    | .265  | —        | —        | —        | —        |            | [ 27 ] |
| 5  | Флип Сондерс   | 1995-2005 | 737   | 411   | 326   | .558  | 47       | 17       | 30       | .362     |            | [ 28 ] |
| 6  | Кевин Макхейл* | 2005      | 31    | 19    | 12    | .613  | —        | —        | —        | —        |            | [ 29 ] |
| 7  | Дуэйн Кейси*   | 2005-2007 | 122   | 53    | 69    | .434  | —        | —        | —        | —        |            | [ 30 ] |
| 8  | Рэнди Уиттман  | 2007-2008 | 143   | 38    | 105   | .266  | —        | —        | —        | —        |            | [ 31 ] |
| —  | Кевин Макхейл* | 2008/2009 | 63    | 20    | 43    | .317  | —        | —        | —        | —        |            | [ 29 ] |
| 9  | Курт Рэмбис    | 2009-2011 | 164   | 32    | 132   | .195  | —        | —        | —        | —        |            | [ 32 ] |
| 10 | Рик Адельман   | 2011-2014 | 142   | 55    | 87    | .387  | —        | —        | —        | —        |            |        |

## Индивидуальные награды и достижения игроков
| Самый ценный игрок НБА - Кевин Гарнетт — 2004 Новичок года НБА - Эндрю Уиггинс — 2015 - Карл-Энтони Таунс — 2016 Самый прогрессирующий игрок НБА - Кевин Лав — 2011 Сборная всех звёзд НБА - Кевин Гарнетт — 2000, 2003, 2004 Вторая команда сборной всех звёзд НБА - Кевин Гарнетт — 2001, 2002, 2007 - Сэм Кассел — 2004 - Кевин Лав — 2012, 2014 Третья команда сборной всех звёзд НБА - Кевин Гарнетт — 1999, 2006 Первая команда сборной защиты НБА - Кевин Гарнетт — 2000, 2001, 2002, 2003, 2004, 2005 Вторая команда сборной защиты НБА - Кевин Гарнетт — 2006, 2007 | Сборная новичков НБА - Пух Ричардсон — 1990 - Кристиан Леттнер — 1993 - Айзей Райдер — 1994 - Стефон Марбери — 1997 - Уолли Щербяк — 2000 - Рэнди Фой — 2007 - Рики Рубио — 2012 - Эндрю Уиггинс — 2015 - Карл-Энтони Таунс — 2016 Вторая сборная новичков НБА - Фелтон Спенсер — 1991 - Кевин Гарнетт — 1996 - Крейг Смит — 2007 - Кевин Лав — 2009 - Джонни Флинн — 2010 - Уэсли Джонсон — 2011 - Деррик Уильямс — 2012 - Горги Дьенг — 2014 - Зак Лавин — 2015 |